# 丽江肋柱花
丽江肋柱花（学名：Lomatogonium lijiangense），为龙胆科肋柱花属下的一个植物种。